# Вацлавек, Бедржих
Бедржих Вацлавек (чеш. Bedřich Václavek; 10 января 1897[…], Чаславице[…] — 5 марта 1943[…], концлагерь Освенцим, Верхняя Силезия[…]) — чехословацкий литературный критик, журналист и марксистский эстетик, деятель Коммунистической партии Чехословакии. Изучал германистику на философском факультете Карлова университета. Работал в Брно школьным учителем, позже библиотекарем в университетской библиотеке Брно и в научной библиотеке Оломоуца. Автор очерков и двух монографий по истории чешской литературы. Во время немецкой оккупации Чехословакии участвовал в движении сопротивления. Убит в концентрационном лагере. Его именем назван один из факультетов университета Палацкого в Оломоуце.

## Биография
Бедржих Вацлавек родился в бедной семье 10 января 1897 года в Чаславице (11 км. от районного центра Тршебич). После окончания гимназии в 1915 году был призван в армию, где служил до окончания Первой Мировой войны. Затем поступил в Карлов университет в Праге, где с 1918 по 1923 изучал германистику и богемистику на философском факультете. Его учителями были ведущие деятели чешского литературоведения и фольклора: Зденек Неедлы, Отакар Фишер, Ченек Зибрт и многие другие. В 1922 году он отправился в Берлин и изучал там театр и журналистику. После этого работал школьным учителем, библиотекарем в Государственной и университетской библиотеках в Брно. Состоял в группе деятелей авангардистского искусства «Девятисил».
Член КПЧ с 1925 года, Бедржих Вацлавек был активно связан с рабочим движением своего региона, организовывал акции солидарности деятелей культуры с бастующими шахтерами в 1932 году, сбор денег и продуктов. В 1933 году Бедржих Вацлавек попал под подозрение полиции из-за активной коммунистической деятельности и был переведён подальше от Брно — в библиотеку университета в Оломоуце.
В 1939 году Вацлавек ушёл в подполье, став одним из руководителей запрещенной при «новом порядке» КПЧ. Юлиус Фучик привлёк его к работе в редакции нелегальной газеты ЦК КПЧ «Руде право». В 1942 году, после ареста Фучика, ищейки гестапо напали на след Вацлавека. Вскоре он был арестован и ему дали номер 94544. Фучик писал в «Репортаже с петлей на шее»: «…привели наверх еще одну группу, и я увидел… почти неузнаваемого Ведржиха Вацлавека… всех, кто входил или должен был войти в Национально революционный комитет чешской интеллигенции…. О работе среди интеллигенции Мирек сказал все.»
На первом допросе назвался псевдонимом «Грдина» (в переводе означает «герой»). Вацлавек прошёл пытки в пражском гестапо и тюрьму в Панкраце. Умер 5 марта 1943 года в концлагере Освенцим в 46 лет, так и не назвав своё настоящее имя.
Незадолго до смерти, «Грдина» на крышке ручных часов вырезал короткую фразу напоминающую завещание, адресованную его жене Славке и сыну Владе: «Любите друг друга и идите моим путём!»

## Деятельность
Сотрудничал с журналами «Var» Зденека Неедлы, «Tvorba», «Index» (1929–30) , "Red" (1927–1930), "Pásmo" (1924–26). Во время немецкой оккупации работал в редакции выходившей нелегально газеты «Руде право» (1942).

### Книги
- От искусства к творчеству(?) (Od umění k tvorbě), 1928, 1949
- Поэзия в растерянности(?) (Poesie v rozpacích), 1930
- Чешская литература 20 века(?) (Česká literatura XX. století), 1935, 1947, 1974
- Творчеством — к реальному миру(?) (Tvorbou k realitě), 1937, 1946
- Литература и народная традиция(?) (Písemnictví a lidová tradice), 1938, 1947
- Народная словесность в развитии чешской литературы(?) (Lidová slovesnost v českém vývoji literárním), 1940
- Десять недель(?) (Deset týdnů), 1946, 1958
- Чешские народные песни и популярные(?) (O české písni lidové a zlidovělé), 1950
- Создание и компании(?) (Tvorba a společnost), 1961
- Литературоведение и портреты(?) (Literární studie a podobizny), 1962
- Народные песни и словесности(?) (O lidové písni a slovesnosti), 1963
- Книга из русского и о русском(?) (Knihy z Ruska a o Rusku), 1965
- Традиции и современность(?) (Tradice a modernost), 1973
- Критические очерки тридцатых лет(?) (Kritické stati z třicátých let), 1975
- Juvenilie, 1978
- Русская революция и литература(?) (Ruská revoluce a literatura), 1980
- Образование и действительность(?) (Tvorba a skutečnost), 1980
- Переписка Бедржиха Вацлавека с Ханой Хумловой(?) (Korespondence Bedřich Václavek s Hanou Humlovou),1983.